# علاء الدين ريات شاه الثالث
السلطان علاء الدين ريات شاه الثالث هو خامس سلاطين جوهر، حكم من 1597 إلى 1615. أقام في العاصمة الجديدة في باتو سوار، لكنه انتقل لاحقًا إلى باسير راجا سنة 1609. في عام 1612 أشرف على تحرير وتجميع السجلات التاريخية لملايو أهم الأعمال الأدبية الملايوية في كل العصور.
في عام 1606 تحالف علاء الدين مع الهولنديين لمحاربة البرتغاليين في محاولة للإطاحة بهم من ملقا في حملة عسكرية مشتركة. ولهذه الغاية صدق على معاهدتين مع الأدميرال الهولندي كورنيليس ماتيليف دي جونج في مايو وسبتمبر 1606. وبعد حصار خانق لنهر جوهر في 1608 و1609، وقع اتفاق سلام مع البرتغاليين في أكتوبر 1610. ولا يُعرف شيء عن مصيره بعد هذا الاتفاق. يدعي البعض أنه فر من باتو سوار في وقت هجوم سلطنة آتشيه في 1613 وتوفي في المنفى، بينما يدعي آخرون أنه قُبِض عليه مرتين من قبل أتشيه بين 1613 و1615 وحكم عليه بعد ذلك بالإعدام حوالي عام 1615. دفن في كوتا تينجي، بجوهر.